# Helicteres serpens
Helicteres serpens är en malvaväxtart som beskrevs av Cowie. Helicteres serpens ingår i släktet Helicteres och familjen malvaväxter. Inga underarter finns listade i Catalogue of Life.